# Малянтович, Павел Николаевич
Павел Николаевич Малянтович (22 июня [4 июля] 1869, Витебск — 22 января 1940, Москва) — российский политический деятель, адвокат. Министр юстиции Временного правительства (1917), Верховный прокурор России (1917).

## Семья
- Родился в семье личного дворянина, Николая Феофиловича и 1й жены дворянки Анны Игнатьевны(ур.Можейко)
- Брат — Владимир Николаевич (1871—1938), адвокат, расстрелян в период репрессий[1]. Его семья также погибла.
- Единокровный брат — Всеволод Николаевич (1885—1949), адвокат, после гражданской войны жил в эмиграции во Франции, занимался журналистикой.
- Единокровный брат- Борис Николаевич (1887-1933) Санкт-Петербургский университет, Павловское военное училище 1915. Присяжный поверенный. Подпоручик. В белых войсках Восточного фронта; летом 1919 в составе 42-го Сибирского стрелкового полка. Участник Сибирского Ледяного похода. Капитан. Ум. ок. 14 дек. 1933 в Харбине. Женат.
- 1я жена-  Мария Ивановна Жильцова ( 1869-1942)
- 2я жена — Анжелина Павловна, урождённая Дара, в первом браке Кранихфельд, из греческой семьи. Ко времени последнего ареста мужа ослепла и была прикована к постели.
- Сыновья с Марией Ивановной — Николай (род. в 1893 г., жил в эмиграции), Владимир (1895—1938) и Георгий (1897—1938), расстреляны на полигоне Коммунарка.
  - Внук — Кирилл Георгиевич (1924—2007) участник Великой Отечественной войны, известный советский мультипликатор и аниматор (режиссёр мультфильмов о Незнайке и других мультфильмов), в 1951 был арестован, пять лет провёл в заключении.
  - Внук — Никита Георгиевич (1923-—1988), участник Великой Отечественной войны, обладатель двух орденов Отечественной войны II степеней, десантник. Умер от рака легких. Похоронен на Ваганьковском кладбище (43 уч).
- Дочь с Анжеликой Павловной— Галли Павловна, в замужестве Шелковникова (1908—1981).

П. Н. Малянтович до 1917 взял на воспитание двух детей умершего большевика, помощника присяжного поверенного В. Л. Шанцера (Марата).

## Образование и начало революционной деятельности
Окончил гимназию в Смоленске, учился на юридическом факультете Московского университета. Участвовал в оппозиционном движении, в 1889 привлечён к дознанию по делу о распространении революционного журнала «Самоуправление», в 1890 в течение трёх месяцев находился в тюрьме по делу «О преступном сообществе», которое велось Смоленским жандармским управлением. В 1891 отчислен из Московского университета с запрещением проживать в Москве и Московской губернии. Перешёл на юридический факультет Дерптского (Юрьевского) университета, который окончил в 1893.

## Адвокат

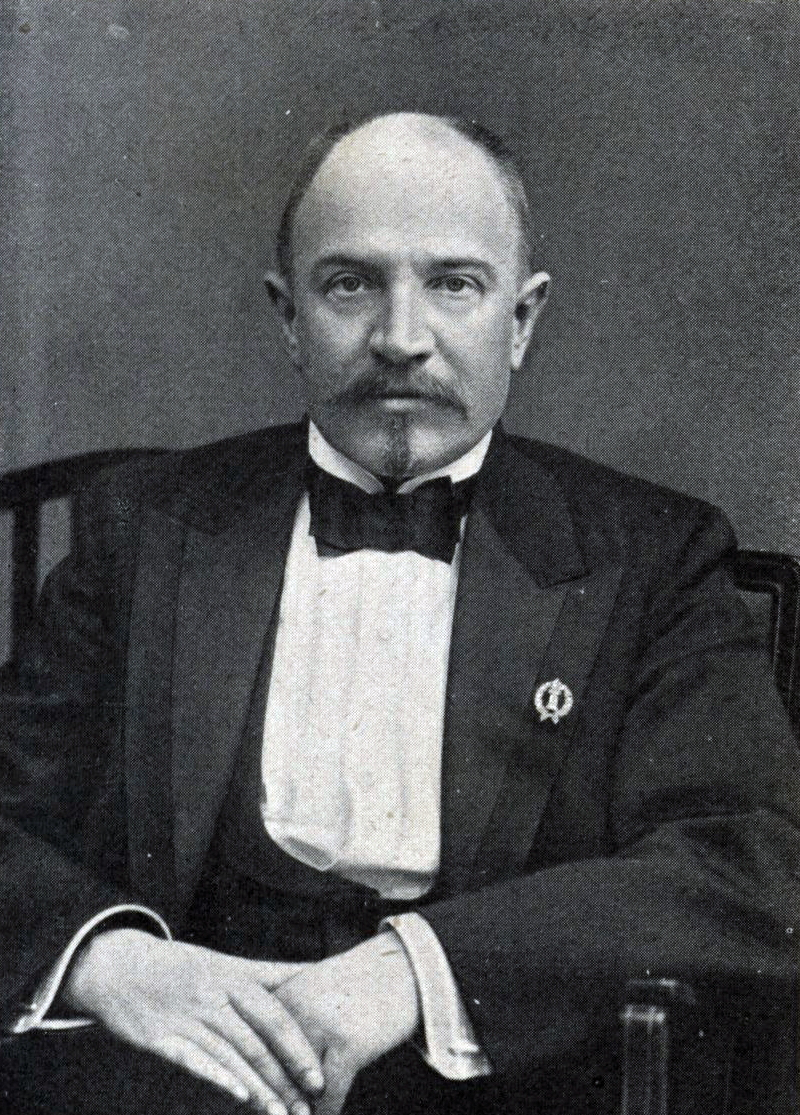
П. Н. Малянтович, 1909

С 1893 — помощник присяжного поверенного, с 1898 — присяжный поверенный округа Московской судебной палаты. В 1895—1896 стал одним из создателей кружка рабочих защитников, в состав которой входили молодые московские адвокаты Николай Муравьёв, Василий Маклаков, Николай Тесленко, Михаил Ходасевич. Они не только не брали денег с клиентов, проходивших по политическим делам, но и тратили собственные средства на дорогу до места проведения процесса. К 1902 кружок превратился в группу политической защиты.
Участвовал во многих политических процессах — был защитником рабочих Морозовской фабрики (1899, из 90 подсудимых 37 были оправданы). В ходе этого процесса опровергал позицию обвинения, заключавшуюся в коллективной ответственности всех участников толпы за её действия. Защищал участников демонстраций в Сормово и Нижнем Новгороде (1902; среди его подзащитных был рабочий Павел Заломов, ставший прототипом Павла Власова, героя повести Максима Горького «Мать»), участников рабочих волнений на станции Тихорецкая (1903). В том же году успешно защищал рабочих бумагопрядильной фабрики Хлудова в Рязанской губернии (обвинение в беспорядках и сопротивлении властям) и костромских рабочих, обвинявшихся в нападении «из экономической вражды». Также был защитником обвинявшихся в беспорядках крестьян Харьковской и Полтавской губерний, рабочих Гусь-Хрустального.
Затем был адвокатом не только рабочих, но и других революционеров — в 1904—1905 участвовал в процессе по делу Николая Баумана, Елены Стасовой и других членов Российской социал-демократической рабочей партии (РСДРП). В период революции 1905—1907 защищал членов Петербургского совета рабочих депутатов (по этому процессу проходил Лев Троцкий), участников восстания на крейсере «Память Азова» (1906). Всего провёл свыше ста политических процессов.
Вместе со своим коллегой Николаем Муравьёвым Малянтович написал книгу «Законы о политических и общественных преступлениях. Практический комментарий» (СПб, 1910). Активно сочувствовал своим подзащитным, выступал с радикальными речами на собраниях адвокатов. Участвовал в социал-демократическом движении, колебался между большевиками и меньшевиками (официально в партию не входил), постоянно находился под надзором полиции. В 1905 его квартира была явкой для Московского комитета РСДРП, членов которого защищал на процессе 1909. По данным Департамента полиции, в 1909 дал средства РСДРП для подкопа под тюрьму с целью освобождения заключённых.
Выиграл гражданский процесс у наследников Саввы Морозова, которые оспаривали его завещание (в нём 100 тысяч рублей завещались Марии Андреевой для передачи партии большевиков). Затем получил эти деньги по доверенности и передал их одному из лидеров большевиков Леониду Красину. В 1915 взял к себе помощником участника революционного движения, меньшевика Андрея Вышинского.

## Министр юстиции
В сентябре 1917 Малянтович по предложению Александра Керенского стал министром юстиции Временного правительства (четвёртого состава). Перед этим он вступил в Российскую социал-демократическую рабочую партию (меньшевиков) с тем, чтобы представлять её в правительстве. Был примиренчески настроен по отношению к большевикам, воспринимая их как коллег по революционному движению. Несмотря на это, подписал поручение об аресте Владимира Ленина, которое так и не было исполнено, в то же время сам предупредил Ленина о готовящемся аресте.
25 октября (7 ноября) 1917 был арестован восставшими вместе с другими членами Временного правительства, был отправлен в Петропавловскую крепость. Через день, как и другие министры-социалисты, был освобождён.

## Деятельность после 1917
Отошёл от политической деятельности, вернулся в Москву. Встречавшийся с ним писатель Иван Бунин отмечал в своём дневнике (от 12 марта 1918), что Малянтович не воспринимал происходившие события как трагедию: И таким до сих пор праздник, с них всё как с гуся вода. Розовый, оживлённый. В августе 1918 выехал на Юг России, жил в Пятигорске и Екатеринодаре. Арестовывался в 1920.
В сентябре 1921 народные комиссары просвещения и юстиции Анатолий Луначарский и Дмитрий Курский (коллега Малянтовича по политической защите) вызвали его в Москву, где он служил юрисконсультом в президиуме Высшего совета народного хозяйства (ВСНХ). Вступил в Московскую коллегию защитников, которую некоторое время возглавлял, был членом первого состава президиума Всероссийской коллегии адвокатов. Участвовал в деятельности Комитета помощи политическим заключённым (Политического Красного Креста).
В 1930 был арестован по делу Союзного бюро РСДРП (меньшевиков), несколько месяцев находился в Бутырской тюрьме, в мае 1931 приговорён к 10 годам лишения свободы, но затем освобождён после заступничества со стороны старых большевиков.

## Последний арест и гибель
В ноябре 1937 вновь арестован, находился на Лубянке, в Лефортовской и Бутырской тюрьмах. Виновным себя не признал. В частности, на допросе 14 января 1939 на требование следователя дать показания о «своей контрреволюционной деятельности» заявил: Я намерен сегодня сказать то же, что скажу завтра и послезавтра, — что никогда контрреволюционной деятельностью не занимался, ни в каких контрреволюционных организациях не состоял и ими не руководил. Малянтович и его жена обращались за помощью к Прокурору СССР Вышинскому, но тот ответил отказом.
Расстрелян 22 января 1940 г. Место захоронения — Новое Донское кладбище.
После смерти Сталина реабилитирован (29 августа 1959 года.)

## Участие в съёмках фильма «Ленин в Октябре»

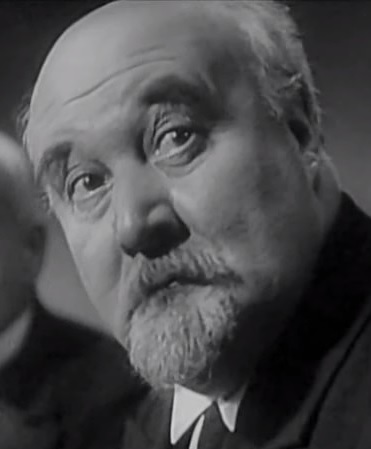
Сергей Ценин в роли Малянтовича в фильме «Ленин в Октябре», 1937

В книге Ю. В. Никулина «Почти серьёзно» приводится следующий факт:
Сегодня мне рассказали о съемках фильма «Ленин в Октябре». Когда режиссёр Михаил Ромм снимал сцену заседания Временного правительства, то долго осматривал участников съёмки и, остановившись против одного бородача, которого все в шутку звали Черномор, взял его за бороду и воскликнул:

— Какого чёрта вы приклеили сюда это помело?

— Простите, но это моя борода, — начал оправдываться Черномор.

Во время съёмки возник вопрос о том, какие ордена носил Керенский и сколько у него было адъютантов.

— Это кто-нибудь выяснил? — спросил Ромм у членов съёмочной группы.

В наступившей тишине раздался уверенный голос Черномора.

— Александр Фёдорович носил только университетский значок, а адъютантов у него было два.

— А вы откуда знаете? — удивился Ромм.

— К вашему сведению, — ответил Черномор, — я бывший министр Временного правительства Малянтович.

Так бывший министр стал главным консультантом всех эпизодов, связанных с Временным правительством, и сыграл в фильме самого себя.
Хотя в титрах к фильму и не приводятся фамилии актёров, задействованных в эпизодах, история, видимо, подтверждается значительным портретным сходством лица Малянтовича на фото и в фильме, в отличие от многих других героев.
Эту запись Никулин сделал в марте 1964 года. Фильм снимался в 1937 году, а в ноябре того же года Малянтович был арестован и позднее расстрелян. Этот же факт подтверждает А. И. Солженицын в «Архипелаге ГУЛАГ».
Однако в большинстве киноведческих источников указано, что роль Малянтовича в фильме исполнил не сам Малянтович, а актёр Сергей Ценин.
Вместе с тем, по новейшим сообщениям РГАЛИ (Российский государственный архив литературы и искусства), роль П. Н. Малянтовича в фильме «Ленин в Октябре» действительно играл сам П. Н. Малянтович.